# Il mistero di lord Listerdale e altre storie
Il mistero di Lord Listerdale e altre storie (titolo orig. The Listerdale Mistery) è una raccolta di racconti scritti da Agatha Christie, pubblicata nel giugno 1934. 
La collezione si distingue per l'apparizione del racconto Philomel Cottage (curiosamente non è incluso nella traduzione italiana), il quale merita una menzione particolare: venne adattato con enorme successo per il teatro, in due film, e anche in due film per la TV nel Regno Unito.

## Sommario
I racconti presenti nella raccolta sono i seguenti:
- Il mistero di lord Listerdale
- La ragazza del treno
- Canta una canzone da sei soldi
- L'ardimento di Edward Robinson
- In cerca di un lavoro
- Una domenica fruttuosa
- L'avventura del signor Eastwood
- La palla dorata
- Lo smeraldo del rajah
- Il canto del cigno

## Edizioni italiane
- Il mistero di Lord Listerdale e altre storie, traduzione di Grazia Maria Griffini, Tutti i racconti di Agatha Christie n.10, Milano, Arnoldo Mondadori Editore, gennaio 1982. - Collana Oscar Gialli n.249, Mondadori, 1991; Collana Oscar Narrativa n.1508 (Oscar Scrittori del Novecento), Mondadori, 1996; Collana Oscar Gialli, Mondadori, 2019, ISBN 978-88-047-0571-0.